# Philodendron validinervium
Philodendron validinervium är en kallaväxtart som beskrevs av Adolf Engler. Philodendron validinervium ingår i släktet Philodendron och familjen kallaväxter. IUCN kategoriserar arten globalt som otillräckligt studerad.
Artens utbredningsområde är Ecuador. Inga underarter finns listade.